# Paʻao
Paʻao je bio kahuna (svećenik/prorok) koji je živio na drevnim Havajima, spomenut u mnogim pojanjima. Prema tradiciji, bio je „veliki svećenik” te je povezan s Kahikijem (Tahiti/Samoa). Njegov je stariji brat bio Lonopele, koji je također bio svećenik.
Legende spominju da je Paʻao došao s Kahikija na havajski Veliki otok, gdje je dao podići hram (heiau). Tamo su prinošene ljudske žrtve. Ipak, uvidjevši da se plemići Velikog otoka žene ženama „niskog podrijetla”, što je značilo da je njihova loza postala „nečista”, Paʻao se vratio na Kahiki kako bi pronašao dostojnog poglavicu i doveo ga na Havaje — to je bio Pilikaaiea, koji je otišao na Havaje s Paʻaoom i svojom sestrom Hinom. Hina i Pilikaaiea bili su supružnici te unučad havajskog vladara Lanakawaija. Pilikaaiea je postao poglavica Velikog otoka, svrgnuvši Kapawu te je sa sestrom osnovao dinastiju Pili. Njegov je slavni potomak bio Kamehameha I. Veliki.